# Shirō Fukai
Shirō Fukai (深井史郎, Fukai Shirō), né dans le district de Kawabe de la préfecture d'Akita le 4 avril 1907 et mort le 2 juillet 1959, est un musicien et compositeur japonais de musique classique.

## Biographie
Shirō Fukai est le troisième fils d'un médecin. Il étudie au collège d'Akita (aujourd'hui Lycée préfectoral d'Akita) puis sort diplômé du lycée Shichikô, à Kagoshima, en 1927. Au collège, le professeur Naotarō Ishida, lui-même père du musicien Ichirō Ishida, lui fait écouter des disques qui constituent le premier contact de Fukai avec la musique occidentale. C'est ainsi que ses principales influences seront celles de Stravinsky, Ravel et De Falla.
En 1933, il compose « Cinq parodies » écrites dans le style de Malipiero, Bartók, de Falla, Stravinsky et Ravel. Le 7 mai 1934, l'œuvre entre au répertoire du Nouvel orchestre symphonique (aujourd'hui appelé Orchestre symphonique de la NHK). En 1936, Fukai supprime le pastiche de Malipiero et renomme celui de Bartok en Roussel, avant de présenter ce qui s'appelle désormais  « Quatre mouvements parodiques » au premier concours de composition japonaise du Nouvel orchestre symphonique, alors dirigé par Joseph Rosenstock. Cette version est portée disparue pendant un demi-siècle avant d'être rééditée en fac-similé par Zen-On en 2004.
En 1939, Fukai fonde l'Ensemble Prométhée (楽団プロメテ) avec les compositeurs Komei Abe, Kazuo Yamada, Rō Ogura, Sōkichi Ozaki et Tarō Hara, entre autres.
Il meurt soudainement le 2 juillet 1959 d'une angine de poitrine dans sa chambre de ryokan à Kyōto.

## Compositions, éditions et enregistrements
- I. Ina, II. Sailing Out, III. Yanshichi of Yabe. (日本の笛 « flûte du Japon ») interprété par Yoshikazu Mera (en). BIS
- Hato no kyojitsu (en) (鳩の休日?) (« A dove's day off »). Utilisé pour l'indicatif de station de la Nippon Television.

## Filmographie partielle
- 1938 : La Chute des Abe (阿部一族, Abe ichizoku?) de Hisatora Kumagai
- 1939 : Conte des chrysanthèmes tardifs (残菊物語, Zangiku monogatari?) de Kenji Mizoguchi
- 1941 : La Vengeance des 47 rōnin (元禄忠臣蔵 前篇, Genroku chūshingura?) de Kenji Mizoguchi
- 1943 : La Chanson de la lanterne (歌行燈, Uta andon?) de Mikio Naruse
- 1956 : Arachi (嵐?) de Hiroshi Inagaki